# Téléphérique de Thiers
Le Téléphérique de Thiers est un projet de transport urbain par câble reliant le pré des Archers dans la ville-basse à la ville-haute de Thiers dans le département du Puy-de-Dôme en Auvergne-Rhône-Alpes.

## Historique

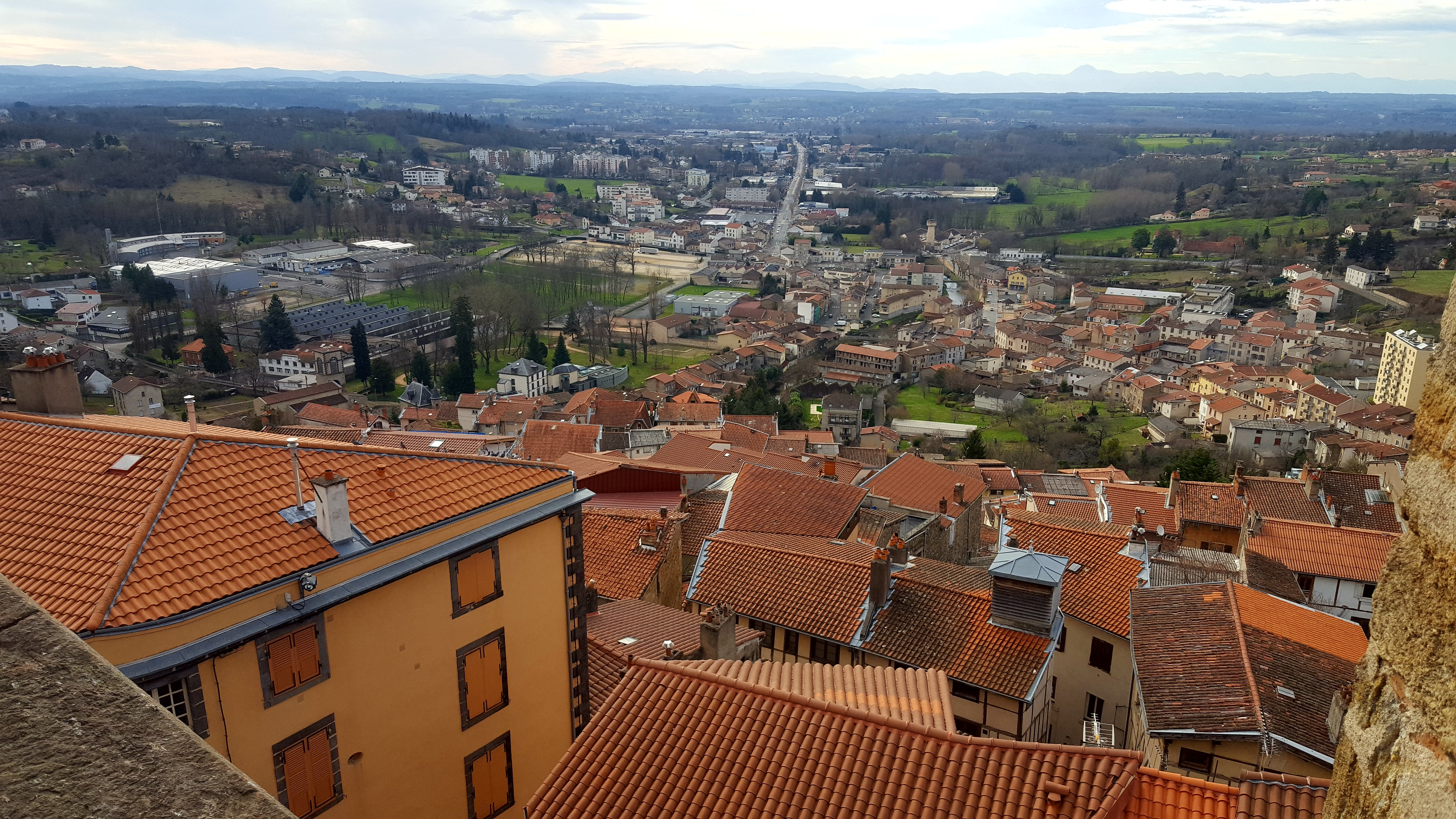
La ville-basse vue depuis la ville-haute.

D'abord étudiée au début des années 1980, l'idée d'un transport par câble reliant la ville-haute et la ville-basse de Thiers est véritablement lancée en 2016 par le conseil citoyen de Thiers-centre ancien. En 2017, les propositions étaient de construire un funiculaire ou un téléphérique, voire des ascenseurs inclinés. Seulement, un funiculaire aurait demandé la destruction d'une partie du tracé voire un aménagement trop important du point de vue financier. La piste du téléphérique semble être la plus adaptée au relief de la ville, avec éventuellement des ascenseurs inclinés en complément.
En 2018, le conseil citoyen Thiers Centre Ancien permet de créer un collectif destiné à soutenir le projet ; Thiers Téléphérique.
Le projet d'une étude d'opportunité concourt aux présélections de projets citoyens du Ministère de l'écologie.
Le projet thiernois est sélectionné parmi les 50 projets des 1 174 du départ. Les votes pour cet appel à projets se terminent le 11 mai 2018, finalement, avec 857 votes le projet n'est pas lauréat.

## Tracé et stations

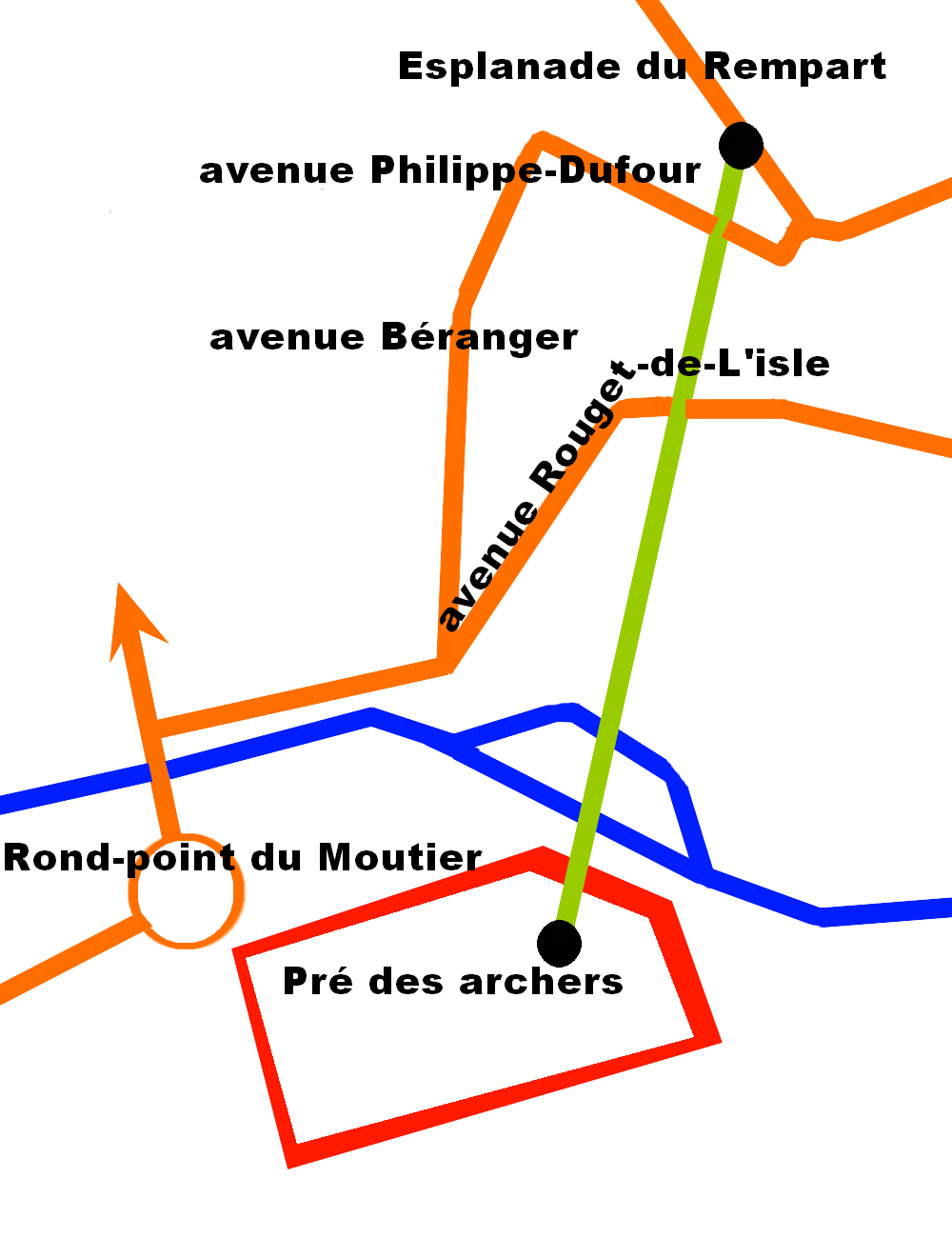
Plan du projet de téléphérique. Le tracé est en vert.

### Tracé
Le principal parcours envisagé est celui du pré des Archers (place de la foire au pré) jusqu'à quelques mètres en dessous de l'esplanade du mur du Rempart, proche de la place Antonin-Chastel. Il traverserait le parc de l'Orangerie, la Durolle, l'îlot Navaron, l'avenue Rouget-de-L'isle, et l'avenue Philippe-Dufour pour arriver proche du site de l'ancien théâtre de Thiers. Le téléphérique atteindrait une hauteur de 85 m qui offrirait une vue panoramique sur la ville-basse, la plaine de la Limagne, les Monts Dôme, les Monts Dore et la cité médiévale de Thiers.

### Stations
Deux gares de téléphérique seraient construites. La première, à 310 m d'altitude, sur le site de l'ancienne usine Flowserve au pré des Archers serait le gare-basse et la deuxième, à 400 m d'altitude, sur le site de l'ancien théâtre de Thiers, serait la gare-haute.

## Caractéristiques du projet
- longueur du tracé: 750 m;
- dénivelé entre la gare-haute et la gare-basse: de 90 à 100 m;
- coût des études: 35 000 €;
- coût total estimé du projet: 12 millions d'euros.